# Huiramba
Huiramba là một đô thị thuộc bang Michoacán, México. Năm 2005, dân số của đô thị này là 7369 người.